# Parastemon
Parastemon es un género con tres especies de plantas de la familia Chrysobalanaceae. Es originario de las Islas Nicobar hasta Papúa,

## Taxonomía
El género fue descrito por  Alphonse Pyrame de Candolle y publicado en Annales des Sciences Naturelles; Botanique, sér. 2, 18: 208. 1842. La especie tipo es: Parastemon urophyllus  (Wall. ex A.DC.) A.DC.	

## Especies aceptadas
A continuación se brinda un listado de las especies del género Parastemon aceptadas hasta julio de 2011, ordenadas alfabéticamente. Para cada una se indica el nombre binomial seguido del autor, abreviado según las convenciones y usos.
- Parastemon grandifructus Prance
- Parastemon urophyllus  (Wall. ex A.DC.) A.DC.
- Parastemon versteeghii Merr. & L.M.Perry